# Ladislau Paz
Ladislau Paz SDB (* 29. Juni 1903 in Taubaté, São Paulo; † 24. Juni 1994) war ein brasilianischer Ordensgeistlicher und römisch-katholischer Bischof von Corumbá.

## Leben
Ladislau Paz trat der Ordensgemeinschaft der Salesianer Don Boscos bei und empfing am 3. Juli 1932 das Sakrament der Priesterweihe.
Am 21. Juli 1955 ernannte ihn Papst Pius XII. zum Titularbischof von Amathus in Palaestina und zum Weihbischof in Corumbá. Der Erzbischof von Fortaleza, Antônio de Almeida Lustosa SDB, spendete ihm am 12. Oktober desselben Jahres die Bischofsweihe; Mitkonsekratoren waren der Bischof von Ilhéus, João Resende Costa SDB, und der Bischof von Corumbá, Orlando Chaves SDB.
Papst Pius XII. ernannte ihn am 28. November 1957 zum Bischof von Corumbá. Am 5. Juli 1978 nahm Papst Paul VI. das von Ladislau Paz vorgebrachte Rücktrittsgesuch an.
Ladislau Paz nahm an allen vier Sitzungsperioden des Zweiten Vatikanischen Konzils teil.